# Lithocarpus scortechinii
Lithocarpus scortechinii (King ex Hook.f.) A.Camus – gatunek roślin z rodziny bukowatych (Fagaceae Dumort.). Występuje naturalnie w Malezji, Tajlandii oraz Wietnamie. 

## Morfologia
PokrójZimozielone drzewo dorastające do 25 m wysokości. Pień czasami wyposażony jest w korzenie podporowe.
LiścieBlaszka liściowa jest skórzasta i ma podługowato-eliptyczny kształt. Mierzy 8,4–19 cm długości oraz 2–5 cm szerokości, ma ostrokątną nasadę i tępy lub ostry wierzchołek. Ogonek liściowy jest nagi i ma 7–12 mm długości.
OwoceOrzechy o obłym kształcie, dorastają do 25 mm średnicy. Osadzone są pojedynczo w miseczkach w kształcie kubka.

## Biologia i ekologia
Rośnie w lasach. Występuje na wysokości około 1000 m n.p.m.